# Comuna Leorda, Botoșani
Leorda este o comună în județul Botoșani, Moldova, România, formată din satele Belcea, Costinești, Dolina, Leorda (reședința) și Mitoc.

## Demografie
Componența etnică a comunei Leorda
     Români (89,71%)
     Alte etnii (0,4%)
     Necunoscută (9,88%)
Componența confesională a comunei Leorda
     Ortodocși (87,25%)
     Penticostali (2,42%)
     Alte religii (0,13%)
     Necunoscută (10,2%)
Conform recensământului efectuat în 2021, populația comunei Leorda se ridică la 2.236 de locuitori, în creștere față de recensământul anterior din 2011, când fuseseră înregistrați 2.181 de locuitori. Majoritatea locuitorilor sunt români (89,71%), iar pentru 9,88% nu se cunoaște apartenența etnică. Din punct de vedere confesional, majoritatea locuitorilor sunt ortodocși (87,25%), cu o minoritate de penticostali (2,42%), iar pentru 10,2% nu se cunoaște apartenența confesională.

## Politică și administrație
Comuna Leorda este administrată de un primar și un consiliu local compus din 11 consilieri. Primarul, Ștefan Dulgheru[*], de la Partidul Social Democrat, este în funcție din 2012. Începând cu alegerile locale din 2024, consiliul local are următoarea componență pe partide politice:
|  | Partid                          | Consilieri | Componența Consiliului | Componența Consiliului | Componența Consiliului | Componența Consiliului | Componența Consiliului | Componența Consiliului |
|  | ------------------------------- | ---------- | ---------------------- | ---------------------- | ---------------------- | ---------------------- | ---------------------- | ---------------------- |
|  | Partidul Social Democrat        | 6          |                        |                        |                        |                        |                        |                        |
|  | Partidul Național Liberal       | 4          |                        |                        |                        |                        |                        |                        |
|  | Alianța pentru Unirea Românilor | 1          |                        |                        |                        |                        |                        |                        |

## Personalități
- Romulus Sevastos (1867-1926), geolog, născut în satul Costinești[8]

## Transport
- Gara Leorda pe aici trec zilnic 8 trenuri